# Mike Stanton
Pour le joueur de baseball autrefois connu sous le nom de Mike Stanton, voir Giancarlo Stanton.
Pour les articles homonymes, voir Stanton.
William Michael Stanton (né le 2 juin 1967 à Houston, Texas, États-Unis) est un joueur américain de baseball. Ce lanceur de relève gaucher a joué pour huit équipes des Ligues majeures de baseball entre 1989 et 2007. 
Mike Stanton occupe le second rang de l'histoire des Ligues majeures pour le nombre d'apparitions au monticule par un lanceur, avec 1178 parties jouées, devancé seulement par les 1252 matchs de Jesse Orosco.

## Carrière
Mike Stanton a pris part à six Séries mondiales, qu'il a remporté à trois reprises avec les Yankees de New York, en 1998, 1999 et 2000. Stanton a participé au match des étoiles du baseball en 2001.
Après une saison d'inactivité en 2008, il a été invité en 2009 au camp d'entraînement des Cubs de Chicago. Cependant, il a été retranché par l'équipe le 30 mars.
En 2010, il accepte un poste d'entraîneur au high school Don Bosco de Ramsey, New Jersey.